# Lionel Nastorg
Lionel François Xavier Germain Nastorg, né le 6 octobre 1881 à Issoudun et mort le 8 avril 1940 dans le 8e arrondissement de Paris, est un avocat, homme de lettres et homme politique français.

## Biographie
Après avoir été élève des lycées d'Issoudun et de Châteauroux, il fait son droit à Paris, est rédacteur au ministère des Colonies puis avocat à la Cour d'appel de Paris et se spécialise dans la propriété littéraire et artistique et la défense des artistes. Engagé volontaire en 1914, il reçoit la Légion d'honneur et le Croix de guerre. Deux procès renforcent après la guerre sa notoriété d'avocat : il défend en 1926 Jeannine Renouart contre le Théâtre de l'Avenue et Yvette Guilbert contre le Théâtre de l'Étoile. Il publie un recueil de pastiches de plaidoiries d'avocats célèbres. Élu conseiller municipal de Paris et conseiller général de la Seine en 1929, il devient vice-président du Conseil municipal de Paris.
Lionel Nastorg a été aussi tout au long de sa carrière poète et prosateur. Après avoir obtenu son premier prix littéraire à 27 ans, il publie des recueils de poésie, un roman et quatre pièces de théâtre. Il est président du Palais littéraire et vice-président de la Société des poètes français. Plusieurs de ses poèmes ont été mis en musique.
Lionel Nastorg a épousé Suzanne Nigond, la sœur de Gabriel Nigond, et est le père de l'acteur Michel Nastorg (1914-1984).

## Œuvres
- Au seuil des rêves (poésies), 238 p., P. Ollendorf, Paris, 1908
- Sonnet dédicacé au maître Maurice Rollinat, poème, repris dans le Bulletin de l'Association des amis de Maurice Rollinat, no 33, 1994
- "Absence, poème", dans Shéhérazade, no 15, septembre 1910
- Le rouge aux lèvres, roman, 366 p., 1911
- Leur manière, plaidoiries à la façon de..., avec Raymond Hesse, 215 p., Grasser, Paris, 1925
- Discours pour le cinquantenaire de l'École de physique et chimie de Paris, Hôtel de ville de Paris, 28 avril 1933
- Une histoire d'amour, 160 p., La revue des poètes, Paris 1934, Prix Capuran de l'Académie française

### Théâtre
- Rêve Louis Quinze, drame, L. Mellottée, Châteauroux, 1903
- "Marat, comédie en un acte", Comœdia, 4 décembre 1931, Deux masques, 3 novembre 1934
- Pierrot Ivre, comédie en un acte, en vers, avec Roger Régis-Lamotte, 1937
- Le Tournant, créé au Cercle des Escholiers, Le Théâtre au Palais.

## Poèmes de Lionel Nastorg mis en musique par des compositeurs
- Rêves blancs, rêves bleus, par Edmond Missa, mélodie chant et piano, L. Grus, Paris, 1909
- État d'âme, par Jean-Baptiste Sorbi, mélodie pour soprano, avec violon et piano, J. Hamelle, Paris, 1910
- Toi qui m'a consolé, par André Messager, mélodie chant et piano, L. Grus, Paris, 1910
- L'enfant aux étoiles, par André Messager, chant et piano, M. Eschig, Paris, 1911
- Parmi les roses, par René Esclavy, L. Grus, Paris, 1911
- Les yeux dont je rêve, par René Esclavy, E. Dupré, Paris, 1912
- Messaline, ombres lyriques en 17 tableaux, par André Messager, 1re représentation le 3 mars 1913, aux Quat'z-arts, M. Eschig, Paris, 1914
- J'ai dit mon mal à la fontaine, par Marguerite Labri, chant pour voix et piano.

## Prix
- Prix de poésie Sully-Prudhomme, 1908
- Prix Capuran de l'Académie française, 1935.